# Karim Ghazi
Karim Ghazi (Algeri, 6 gennaio 1979) è un ex calciatore algerino, di ruolo centrocampista.